# Scurrula montana
Scurrula montana är en tvåhjärtbladig växtart som beskrevs av Danser. Scurrula montana ingår i släktet Scurrula och familjen Loranthaceae. Inga underarter finns listade i Catalogue of Life.